# Advanced Linux Sound Architecture
L'Advanced Linux Sound Architecture (noto più generalmente con acronimo ALSA) è un framework Software libero ed open source pubblicato sotto licenza GNU GPL e GNU LGPL che fornisce delle API per driver di schede audio.
Esso è componente del kernel Linux, creato per sostituire l'originale Open Sound System (OSS) nella fornitura di device driver per le schede audio.

## Storia
Il progetto, guidato da Jaroslav Kysela, fu creato, all'inizio per sviluppare un driver Linux per la scheda audio Gravis Ultrasound nel 1998, ed è stato sviluppato in maniera separata dal kernel Linux fino a quando non è stato inserito nella serie di sviluppo 2.5 nel 2002 (2.5.4-2.5.5).
A partire dalla versione del kernel linux 2.6 sostituisce predefinitamente l'Open Sound System, sebbene sia retrocompatibile con quest'ultimo.

## Funzioni e caratteristiche

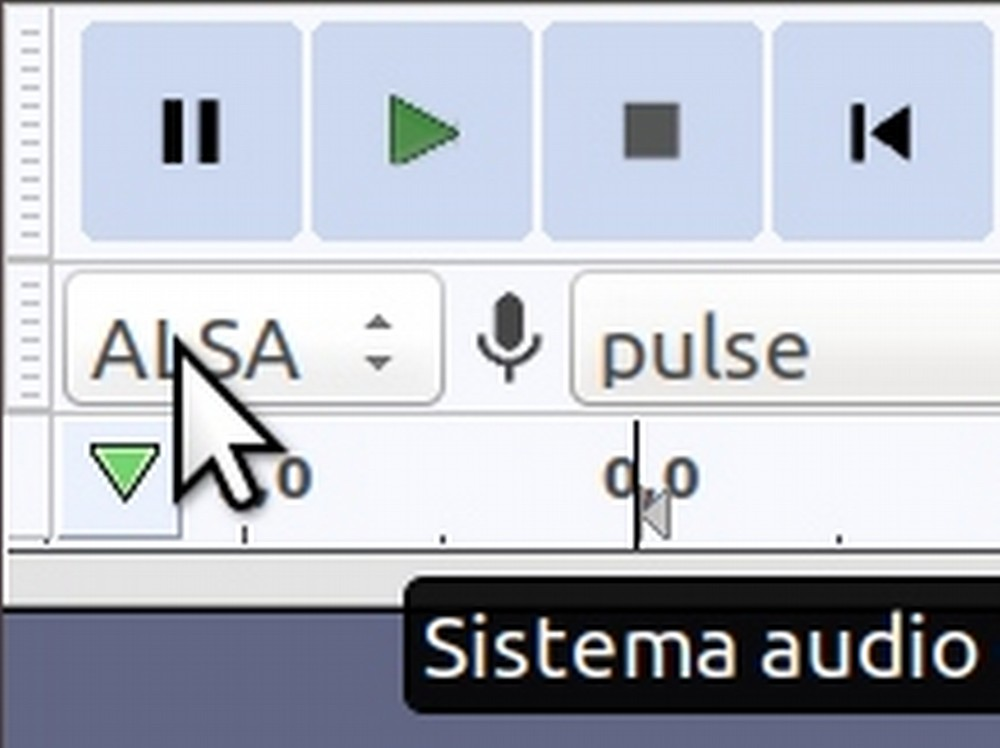
Sistema audio ALSA in Audacity

Tra gli obiettivi del progetto ALSA c'erano originariamente anche la configurazione automatica di scheda audio hardware e gestione semplice di dispositivi audio multipli, obiettivi che sono in buona parte raggiunti. Diversi framework software, come il JACK Audio Connection Kit e PulseAudio, utilizzano ALSA per consentire l'esecuzione a bassa latenza di livello professionale per il montaggio ed il missaggio audio.
Alcune delle funzioni per le quali venne creato ALSA e che sono state implementate in esso per sopperire alle mancanze di OSS sono, ad esempio:
- Sintesi MIDI a livello hardware;
- missaggio hardware con di canali multipli;
- Operatività full-duplex;
- Driver di periferica in grado di funzionare bene in ambito multiprocessore e thread-safe.

ALSA, per fornire queste caratteristiche in maniera pulita, utilizza un'API più grande e complessa di quella di OSS; per questo motivo può essere più complicato sviluppare applicazioni che usano ALSA per la gestione del sistema sonoro. Tuttavia, ALSA fornisce opzionalmente un livello di emulazione OSS, così che si possa usare l'API di OSS, più semplice e portabile.
Oltre ai driver di periferica, ALSA utilizza alcuni plugin software (come softvol) in spazio utente, affinché gli sviluppatori che vogliano interfacciarsi con i driver possano utilizzare un'API di livello più elevato, evitando di interagire direttamente con il kernel.